# Boukris
Boukris ou Boucris (Grec ancien: Βοῦκρις) était un pirate étolien du troisième siècle avant Jésus-Christ, qui envahit la campagne d'Attique et enleva des esclaves pour vendre à Crète. L'incident est connu grâce à une inscription dans laquelle les athéniens honoraient Eumaridas, un Crétois de Cydonia, pour relâcher les captifs. Il pourrait être la même personne que Boukris, fils de Daitas de Naupacte à Délos. Boukris était également un hiéromnéon des étoliens à Delphes au même siècle.